# 塞爾卡拉蘇爾斯區
塞爾卡拉蘇爾斯區，是海地的區，位於該國東部，由中央省負責管轄，面積607平方公里，海拔高度312米，2015年人口119,756，人口密度每平方公里197.3人。